# Dubí
Dubí là một thị trấn thuộc huyện Teplice, vùng Ústecký, Cộng hòa Séc.